# سیارک ۷۸۷

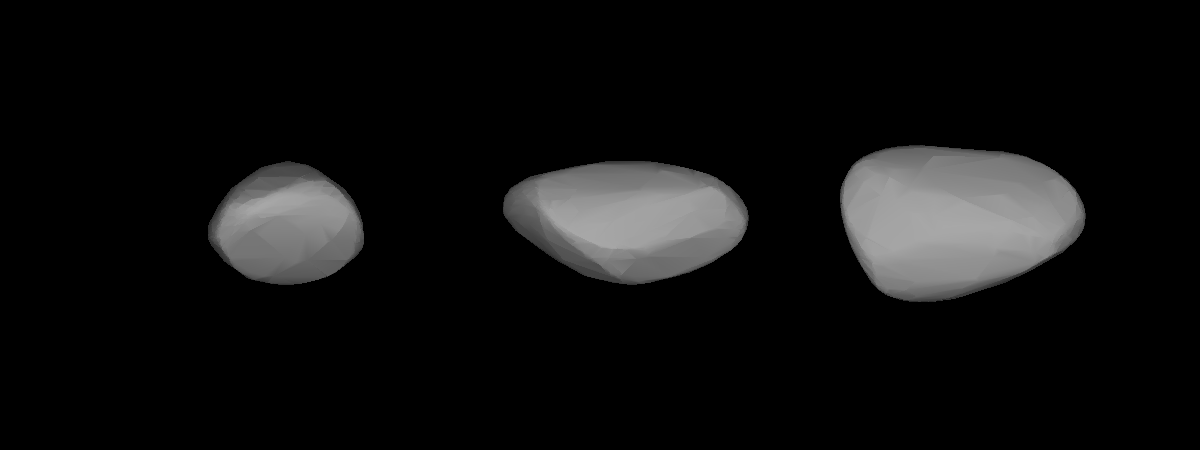
مدل سه‌بُعدی سیارک ۷۸۷ بر طبق منحنی نور آن

سیارک ۷۸۷ (به انگلیسی: 787 Moskva، نامگذاری:1914UQ) هفتصد و هشتاد و هفتمین سیارک کشف شده‌است که در ۲۰ آوریل ۱۹۱۴ و در رصدخانه سایمیز کشف شد.
قدر مطلق سیارک برابر ۹٫۹۰ است.